# Waitangi Day
Waitangi Day − w Nowej Zelandii istniejące od 1934 roku świeckie święto państwowe, obchodzone co roku 6 lutego, ustawowo wolne od pracy począwszy od roku 1974. Święto ma na celu upamiętnienie podpisanego 6 lutego 1840 roku traktatu Waitangi, zawartego pomiędzy przedstawicielami ok. 500 maoryskich plemion z jednej i władzami Zjednoczonego Królestwa Wielkiej Brytanii i Irlandii z drugiej strony. Traktat ustanowił urząd gubernatora kolonii Nowej Zelandii, uznał maoryską własność ziemi i wszelkich innych dóbr oraz nadał im prawa obywateli brytyjskich. Dokument jest uważany za akt założycielski nowoczesnej Nowej Zelandii.